# Windows Media Center
Windows Media Center is een programma voor Windows ontwikkeld door Microsoft waarmee televisie gekeken kan worden en Windows Media bestanden kunnen worden afgespeeld.
Onder Windows XP was Media Center nog een aparte variant van het besturingssysteem Windows XP MCE. In Windows Vista en Windows 7 is Windows Media Center in bepaalde versies standaard aanwezig, terwijl voor Windows 8/Windows 8.1 extra software aangeschaft dient te worden om Media Center te kunnen gebruiken.
Windows Media Center is een poging van Microsoft om de pc de huiskamer in te krijgen. Door middel van het plaatsen van computerhardware in een speciale behuizing kan men een HTPC (Home Theater PC) creëren.

## Beschikbaarheid
Onder Windows XP was er geen apart programma Windows Media Center. Windows Media Center maakte deel uit van de Windows MCE-reeks. 
In Windows Vista is Windows Media Center een integraal onderdeel van de Home Premium- en Ultimate-versie. In Windows 7 is het onderdeel van de Home Premium-, Professional- en Ultimate-edities. In Windows 8 en Windows 8.1 dient extra software geïnstalleerd te worden.

## Mogelijkheden
Een computer met Windows Media Center heeft een aantal grote voordelen ten opzichte van een computer zonder Windows Media Center. Een computer met Windows Media Center heeft deze functies: de gebruiker kan tv kijken op zijn pc (daarvoor moet er moet wel een speciale kaart aanwezig zijn), tv kan opgenomen worden, radio kan beluisterd worden, vakantiefoto's kunnen gemakkelijk bekeken worden.
Het "Media Center" ondersteunt onder meer single- en dual-tuners. Het is ook mogelijk om het televisiesignaal aan te sluiten op de computer en via de ingebouwde televisiegids een zender te kiezen. Er is ook teletekst. Het signaal kan gepauzeerd, terug- en doorgespoeld worden.

### Functies
Een kort overzicht van de functies zoals ze beschikbaar zijn in het menu:
- DVD Afspelen (alleen standaard in Windows Vista en Windows 7. In Windows XP moet een MPEG-2-codec aangeschaft worden voor ongeveer €15)
- Online Spotlight
- Mijn TV
- Mijn Muziek
- Mijn Afbeeldingen
- Mijn Video's
- Radio
- Programma's
- Instellingen

Bij Mijn TV kan je zelfs een ondertiteling instellen als het geluid uit is.
Windows Media Center neemt tijdens de opnames niet enkel het beeld en geluid op wat via de capturekaart binnenkomt, maar ook het teletekstsignaal. Dit houdt in dat tijdens het bekijken van de opnames ook de teletekst van toen wordt gelezen. Hierdoor is ook de ondertiteling van de opname altijd aanwezig. Dit is erg handig voor mensen met een auditieve handicap.

### Plug-ins
Er zijn ook veel plug-ins beschikbaar voor Windows Media Center, waarmee de functionaliteit kan uitgebreid worden. Een aantal populaire gratis plug-ins zijn:
- My Movies - voor het beheren van een dvd/video-bibliotheek
- Open Media Library - bibliotheek voor het beheren van dvd's/video-bestanden
- MCEBrowser - surf het web met een afstandsbediening
- mcePicasa - bekijk een online Picasa- & Flickr-fotoarchief
- NL Internet Radio - Nederlandse internetradiostations geïntegreerd in Windows Media Center
- Click2Record - via het Internet televisie programma's opnemen op de Media Center

## Versies
Windows Media Center is in verschillende versies uitgekomen:

### Windows XP (MCE 2003, 2004, 2005 v1 en 2005 v2)
Deze versies waren niet los te verkrijgen. Ze werd meegeleverd met MCE.

### Windows Vista
Met de komst van Windows Vista was er een nieuwe versie van Media Center beschikbaar in de edities Home Premium en Ultimate. Deze versie bouwt voort op het concept van Windows XP Media Center Edition en biedt onder andere ruimte voor gaming en een kalender.

### Windows 7
In Windows 7 is een nieuwe versie van Windows Media Center beschikbaar in de edities Home Premium, Professional en Ultimate, met onder andere ondersteuning voor DVB-C-, DVB-T- en DVB-S-ondersteuning en de mogelijkheid om een smartcard te gebruiken om tv te kijken.
Bijvoorbeeld met Digitenne kan de gebruiker alle 24 zenders kijken in Media Center als een smartcard wordt gebruikt.

### Windows 8 / Windows 8.1
Windows 8 en Windows 8.1 zijn er in twee varianten, de standaardversie en de Pro-versie. Om Media Center te kunnen gebruiken in de standaardversie, dient de 'Windows Pro Pack' aangeschaft en geïnstalleerd te worden. In Windows 8(.1) Pro kan volstaan worden door de Windows Media Center Pack aan te schaffen en te installeren.